# Hilf al-Fudul

Hilf al-Fudul (en arabe : حِلْفُ الفُضُول), le plus souvent traduit par Pacte des vertueux, est une alliance parmi les Quraysh conclue en 590 à La Mecque en vue d'établir la justice pour tous par l'action collective, en particulier pour ceux qui n'avaient aucun lien de protection avec une tribu. La participation du futur prophète de l'Islam Mahomet lui donne un rôle important dans l'éthique islamique.

## Contexte historique
La création du Hilf al-Fudul a lieu 20 ans après l'année de l'éléphant, en 590 CE, au retour de Quraysh de la bataille de Fijar : la bataille de Fijar a eu lieu à Shawwal et Hilf al-Fudul a été faite à Dhu l-Qa'da. Cette guerre permet aux Mecquois de reprendre des Perses le contrôle de la route commerciale entre Al-Hirah et le Yémen.
Le principe mecquois de hilf, conçu plut tôt par Hachim ibn Abd Manaf consistait à établir de nouvelles alliances entre marchands de rangs équivalents, qu'ils soient mecquois ou étrangers. Cela permettait de former des alliances commerciales en dehors de La Mecque et de modifier la balance du pouvoir à l'intérieur de la société mecquoise. La pratique pouvait être à l'origine de nouveaux clans, comme ce fut le cas pour les Banu Fihr. Ces alliances transformèrent la socialisation tribale traditionnelle et les relations sociales mecquoises.
Le succès des nouvelles institutions mises en place par Hashim, le hilf, mais aussi le ilaf, qui permet des accords commerciaux, va déborder la structuration tribale traditionnelle des Quraysh. Les nouvelles alliances devenant plus structurantes que les liens de parentés et les rapports de solidarités. Un clan était maintenant formé autour d'un sayyid, marchand, et ses alliés halif. Des marges se forment en dehors de la structuration tribale, des esclaves,qinn, et des mawla, ancien esclaves, personnes endettées auprès des marchands, et le surplus des tribus environnantes, parfois endettées également, venant travailler à La Mecque,.

## Déclenchement
Un marchand yéménite de la tribu Zubaid est arrivé à La Mecque avec des marchandises, qu'il a vendu à Al-As ibn Wa'il al-Sahmi (Banu Sahm, le père de Amr ibn al-As) l'un des nobles Quraysh. Sachant que le yéménite n'avait aucun allié, il a ensuite refusé de le payer. Le Zabidi a demandé l'intervention des Quraysh mais ils ont refusé d'intervenir, à cause de la position d'Al-As ibn Wa'il. Plus tard, le vendeur a décidé de monter sur Abu Qubays, une montagne près d'al-Masjid al-Haram et a répété à haute voix des poèmes appelant à la justice :
« يا للرجال لمظلوم بضاعته		ببطن مكّة نائي الدار والنفر
ومحرم أشعث لم يقض عمرته		يا للرجال وبين الحجر والحجر
إنّ الحرام لمن تمت كرامته		ولا حرام لثوب الفاجر الغدر »
— Ibn Kathir, Sirat Al Nabawiyya

« ô les hommes lésés dans leur bien  au cœur de La Mecque, distant de sa maison et ses gens
Un protégé transgressé qui n'a pas troqué ses jours, ô les hommes entre al-Hijr et la pierre
Certes l'interdit pour qui l'honneur est achevé, pas l'interdit pour l'immorale traitrise »
— Ibn Kathir, Histoire des Prophètes

## Le Pacte
Al-Zubayr ibn Abd al-Muttalib, l'oncle du prophète Mahomet et l'un des anciens de Quraysh, fut la première personne à parler de Hilf et à y inviter les gens. Mahomet, le futur prophète de l'Islam alors agé de 30 ans prend part au pacte. Les anciens de plusieurs clans mecquois se sont réunis à Dar al-Nadwa, au nord de la Kaʿba, qui hébergeait l'assemblée des notables (malaʾ), et ont accepté de revendiquer les droits du vendeur. Puis, ils se sont réunis dans la maison de 'Abd Allah b. Jud'an al-Taymi. Ils sont convenus entre eux que si un étranger ou quelqu'un de La Mecque était traité injustement, ils l'aideraient à réclamer son droit à l'oppresseur, et se sont engagés à respecter les principes de justice et intervenir collectivement dans les conflits pour établir la justice. Le pacte créé une protection pour les personnes qui ne sont pas rattachés, et donc défendus par un clan ou une alliance parmi les mecquois. Hilf al-Fudul fut considéré comme le pacte le plus honorable et le plus noble qui soit resté parmi les Arabes jusque-là, d'où son nom. Al-Zubayr ibn Abd al-Muttalib déclama les vers suivants :
« حلفت لنعقدن حلفا عليهم ... وإن كنا جميعا أهل دار
نسميه الفضول إذا عقدنا ... يعز به الغريب لذي الجوار
و يعلم من حوالي البيت أنا ... أباة الضيم نمنع كل عار
و قال الزبير أيضا :
إن الفضول تعاقدوا و تحالفوا ... ألا يقيم ببطن مكة ظالم
أمر عليه تعاقدوا و تواثقوا ... فالجار و المعتر فيهم سالم »
— Ibn Kathir, Sirat Al Nabawiyya

« "Je jure, faisons un pacte contre eux, bien que nous ne soyons qu'une tribu.
Nous l'appellerons al-fudul; si nous en faisons un pacte l'étranger pourra renverser ceux sous protection locale,
Et ceux qui tournent autour de la Ka'ba sauront que nous rejetons l'injustice et préviendrons toute traitrise"
Et dis plus tard :
"Al-fudul fit qu'il ne restera au cœur de La Mecque aucune injustice,
Ce fût un sujet largement accepté qui fit qu'un étranger sans protection était sauf au milieu d'eux." »
— Ibn Kathir, Histoire des Prophètes
Pour rendre le pacte impératif et sacré, les membres sont entrés dans la Ka'aba et ont versé de l'eau dans le récipient pour qu'elle coule sur la pierre noire. Alors chacun y but. Ensuite, ils ont levé la main droite au-dessus de leur tête pour montrer qu'ils seraient solidaires dans cette entreprise. Le pacte a été écrit et placé à l'intérieur de la Ka'aba. Puis ils sont allés à al-As ibn Wa'il et lui ont pris ce qu'il devait au Zabidi et l'ont remis.
Un autre aspect du pacte était qu'il ouvrirait le marché de la Mecque aux marchands yéménites, qui sans lui en auraient été exclus.

## Les clans mecquois
Les clans Quraysh qui forment le hilf sont Banu Hachim, Banu Zuhrah, Banu Muttalib, Banu Asad et Banu Taym. William Montgomery Watt note la continuité avec le hilf al-Muthayyabun (le pacte des parfumés), lors du conflit de succession de Qusay, à l'exception notable des tribus 'Abd Shams et Nawfal, qui s'étant enrichies dans leurs affaires commerciales avaient rejoint les Ahlafs (les confédérés, principalement Banu Makhzum et Banu Sahm (en)) en 905.
Pour Watt, les 'Abd Shams et Makhzum ayant pris le contrôle du commerce avec le Yémen, si les marchands yéménites ne venaient plus à La Mecque, les autres clans auraient été définitivement exclus du commerce avec ce pays. M. Watt note que les musulmans qui ne s'exilèrent pas en Abyssinie faisaient partie des tribus du hilf al fudhul, et que lors de la bataille de Badr, ces clans sont toujours en oppositions puisque tous les chefs mecquois proviennent des clans plus puissants,.

## Suites
Ce pacte a marqué le début d'une certaine notion de justice à La Mecque, qui serait plus tard répétée par Mahomet lorsqu'il prêcherait l'islam. Mohamet continuera plus tard de reconnaitre la validité et la valeur du pacte, bien que la plupart des membres soient non musulmans. Plus tard, après avoir proclamé l'islam, il dit : "Dans la maison d'Abdullah ibn Jud'an, j'étais présent à une alliance qui était telle que si j'étais invité à y participer maintenant en Islam, je le ferais encore." Son mariage et sa participation au Hilf al-Fudul sont les derniers événements historiques connus de Mahomet avant l'Islam. Il a alors 20 ans et les 20 années suivantes de sa vie sont peu documentées,,.
À l'époque omeyyade, à certaines occasions des menaces ont été faites de faire appel à nouveau à ce pacte. Par exemple, sous l'ère du calife Muʿawiya Ier, Al-Walid ibn Utba ibn Abi Sufyan (en) ('Abd Shams) s'appuyant sur le fait qu'il était le neveu du calife, a commis une injustice au détriment d'Al-Hussein ibn Ali a propos de certains bien qu'ils possédaient en commun. Al-Husayn, scandalisé par la démarche arbitraire du gouverneur Omeyyade, déclara que si Al-Walid ne reconnaissait pas ses droits,il ferait appel à l'alliance du Fudul. Des Mecquois influents, tels que Abd Allah ibn az-Zubayr (Assad), Al-Miswar bin Makhrama Al-Zuhri et 'Abd al-Rahman ibn Uthman al-Taymi ont juré de l'aider conformément aux engagements du pacte et le gouverneur al-Walld, troublé par la peur des conséquences possibles, a cédé à tous égards à al-Husayn.